# E99号線
E99号線(E99ごうせん、英: European route E99) は欧州自動車道路のAクラス幹線道路。トルコのシャンルウルファから、アゼルバイジャンのナヒチェヴァン自治共和国、サダラクまで延びている。

## 経路
- トルコ
  - E90号線 – シャンルウルファ(Şanlıurfa)
  - ディヤルバクル(Diyarbakır)
  - ビトリス(Bitlis)
  - E80号線 – ドゥバヤジット(Doğubeyazıt)
  - ウードゥル(Iğdır)
  - Dilucu(Dilucu)
- アゼルバイジャン
  - E002号線 – サダラク(Sədərək)